# KBO 리그 타점 관련 기록

## 통산 기록

### 개인 통산 최다 타점 기록 추이
KBO 리그에서 1,000 타점 이상을 기록한 선수는 다섯 명 뿐이다. 2001년 4월 장종훈(한화)을 시작으로 2004년 양준혁(삼성), 2007년 심정수(삼성), 2008년 마해영(롯데), 2009년 박재홍(SK)이 뒤를 이었다. 현재 미국 메이저 리그의 통산 최다 타점 기록은 행크 애론의 2,297 타점, 일본 기록 오 사다하루의 2,170 타점이다.
| 기록       | 선수                                                   | 소속 | 날짜                                    | 구장 | 상대 팀 | 상대 투수 | 경기수 | 달성 당시 나이   | 주석 및 기타                                    |
| 1타점      | 이만수                                                 | 삼성 | 1982. 03. 27 (한국 프로 야구 최초 경기) | 서울 | MBC     | 7 - 11    | 1시즌  |                  | 4번 타자. 1회초 2루타.                          |
| 2타점      | 이만수                                                 | 삼성 | 1982. 03. 27 (한국 프로 야구 최초 경기) | 서울 | MBC     | 7 - 11    | 1시즌  |                  | 4번 타자. 5회초 1점 홈런.                       |
| 4타점      | 유승안                                                 | MBC  | 1982. 03. 27 (한국 프로 야구 최초 경기) | 서울 | 삼성    | 7 - 11    | 1시즌  |                  | 7회 3점 홈런                                    |
| 5타점      | 이종도                                                 | MBC  | 1982. 03. 27 (한국 프로 야구 최초 경기) | 서울 | 삼성    | 7 - 11    | 1시즌  |                  | 4회 1타점, 10회 만루 홈런                       |
| 10타점     | 백인천                                                 | MBC  | 1982. 04.07                             | 서울 | 삼미    | 5 - 9     |        |                  | 6회말 2타점 2루타, 7회말 2점 홈런               |
| 11- 12타점 | 백인천                                                 | MBC  | 1982. 04. 08                            | 서울 | OB      | 7 - 12    |        |                  | 3타수 2안타 1홈런 2타점                         |
| 13타점     | 백인천                                                 | MBC  |                                         |      |         |           |        |                  |                                                 |
| 18타점     | 김용희                                                 | 롯데 |                                         |      |         |           |        |                  |                                                 |
| 21타점     | 김용희                                                 | 롯데 |                                         |      |         |           |        |                  |                                                 |
| 22타점     | 김우열                                                 | OB   | 1982. 05. 19                            | 부산 | 롯데    | 3-4       |        |                  | 4타수 2안타 1홈런                               |
| 200타점    | 이만수                                                 | 삼성 | 1984. 08. 23                            | 대구 | 삼미    |           |        |                  | 1회말 2타점                                     |
| 500타점    | 이만수                                                 | 삼성 | 1989. 07. 17                            | 대구 | MBC     | 예병준    | 655    | 30세 9개월 28일  | 1회말 2점 홈런                                  |
| 500타점    | 최연소 500 타점: 삼성 이승엽- 23세 8개월 1일 (2000년). |      |                                         |      |         |           |        |                  |                                                 |
| 600타점    | 이만수                                                 | 삼성 | 1991. 04. 27                            | 대구 | LG      |           | 834    | 32세 7개월 8일   | [ 1 ]                                           |
| 700타점    | 이만수                                                 | 삼성 | 1992. 7. 16                             | 잠실 | OB      |           | 898    | 33세 9개월 27일  | [ 1 ]                                           |
| 800타점    | 이만수                                                 | 삼성 | 1995. 7. 1                              | 잠실 | LG      |           | 1265   | 36세 9개월 11일  | [ 1 ]                                           |
| 861타점    | 이만수                                                 | 삼성 |                                         |      |         |           |        |                  |                                                 |
| 862타점    | 장종훈                                                 | 한화 | 1999. 6. 6                              | 인천 | 현대    |           |        |                  | 5회 1점 홈런                                    |
| 900타점    | 장종훈                                                 | 한화 | 1999. 8. 15                             | 청주 | 롯데    |           | 1414   | 31세 4개월 15일  | 13시즌만에 달성                                 |
| 1000타점   | 장종훈                                                 | 한화 | 2001. 4. 6                              | 대구 | 삼성    | 김진웅    | 1571   | 32세 11개월 26일 | 은퇴 때까지 통산 1145타점                       |
| 1145타점   | 장종훈                                                 | 한화 |                                         |      |         |           |        |                  |                                                 |
| 1146타점   | 양준혁                                                 | 삼성 | 2006. 5. 16                             | 대구 | 두산    |           |        |                  | 1회 선제 2점 홈런                               |
| 1389타점   | 양준혁                                                 | 삼성 |                                         |      |         |           |        |                  |                                                 |
| 1390점     | 이승엽                                                 | 삼성 | 2016. 08. 24                            | 대구 | SK      |           |        |                  | 2회말 무사 2루 첫 타석에서 중견수 앞 안타       |
| 1498점     | 이승엽                                                 | 삼성 | 2017. 10. 03                            | 대구 | 넥센    | 한현희    | 1906   |                  | 은퇴 경기, 3회말 2사 1점 홈런, 1회에도 2점 홈런 |

## 시즌 기록

### 팀 한 시즌 최다 타점 기록 추이
| 기록  | 연도 | 팀   | 경기수 | 주석 및 기타 |
| 664점 | 1997 | 삼성 |        | 9월 28일     |

### 개인 한 시즌 최다 타점 기록 추이
| #  | 기록    | 연도   | 선수   | 소속 팀 | 팀당 경기수 | 주석 및 기타                                                |
| 1  | 69타점  | 1982년 | 김성한 | 해태    | 82경기      |                                                             |
| 2  | 74타점  | 1983년 | 이만수 | 삼성    | 100경기     |                                                             |
| 3  | 80타점  | 1984년 | 이만수 | 삼성    | 100경기     |                                                             |
| 4  | 87타점  | 1985년 | 이만수 | 삼성    | 110경기     | 9월 11일, 대구 OB 베어스 전 3회 2점 홈런으로 81타점 기록 \| |
| 5  | 89타점  | 1988년 | 김성한 | 해태    | 108경기     |                                                             |
| 6  | 91타점  | 1990년 | 장종훈 | 빙그레  | 120경기     |                                                             |
| 7  | 114타점 | 1991년 | 장종훈 | 빙그레  | 126경기     |                                                             |
| 8  | 119타점 | 1992년 | 장종훈 | 빙그레  | 126경기     |                                                             |
| 9  | 123타점 | 1999년 | 이승엽 | 삼성    | 132경기     |                                                             |
| 10 | 126타점 | 2002년 | 이승엽 | 삼성    | 133경기     |                                                             |
| 11 | 144타점 | 2003년 | 이승엽 | 삼성    | 133경기     | 심정수(현대) 142타점                                        |
| 12 | 146타점 | 2015년 | 박병호 | 넥센    | 144경기     |                                                             |

## 한 경기 기록

### 한 경기 최다 타점 기록 추이
| # | 기록                    | 팀          | 날짜         | 구장 | 경기 결과          | 주석 및 기타                |
| 1 | 15타점(삼성 4 / MBC 11) | 삼성 : MBC  | 1982. 03. 27 | 서울 | 7 - 11 (10회 연장) | 한국 프로 야구 최초 경기    |
|   | 32타점                  | 해태 - 삼성 | 1987. 4. 17  | 대구 | 18 - 14            | [ 8 ]                       |
|   | 36타점                  | 롯데 - 삼성 | 1995. 6. 28  | 대구 | 24 - 14            | 종전 32타점. 9회말로 마무리 |

### 한 경기 한 팀 최다 타점 기록 추이
| # | 기록   | 팀     | 날짜          | 구장 | 상대 팀 | 상대 투수      | 경기 결과 | 주석 및 기타                                        |
| 1 | 11타점 | MBC    | 1982. 03. 27< | 서울 | 삼성    | 황규봉, 이선희 | 7 - 11    | 한국 프로 야구 최초 경기                            |
|   | 19타점 | 삼성   | 1982. 06. 12  | 부산 | 삼미    |                | 20 - 1    | 한 팀 최다 안타(27개), 최다 득점 기록도 동시에 수립 |
|   | 22타점 | 태평양 | 1989. 07. 10  | 대구 | 삼성    |                | 23 - 4    | ?                                                   |
|   | 23타점 | 롯데   | 1995. 06. 28  | 대구 | 삼성    |                | 24 - 14   | [ 9 ]                                               |
|   | 27타점 | 삼성   | 1997. 05. 04  | 대구 | LG      |                | 5 - 27    | 정경배 만루 홈런 2개로 8타점 기록,                  |
|   | 29타점 | 두산   | 2024.07.31    | 광주 | KIA     |                | 30-6      |                                                     |

### 한 경기 개인 최다 타점 기록 추이
| # | 기록  | 선수   | 소속 | 날짜                                    | 구장 | 상대 팀 | 상대 투수   | 경기 결과  | 주석 및 기타                            |
| 1 | 1타점 | 이만수 | 삼성 | 1982. 03. 27 (한국 프로 야구 최초 경기) | 서울 | MBC     | 이길환      | 7 - 11     | 1회초 2사 2루, 1타점 좌전 2루타         |
| 2 | 2타점 | 이만수 | 삼성 | 1982. 03. 27 (한국 프로 야구 최초 경기) | 서울 | MBC     | 이길환      | 7 - 11     | 5회초 1점 홈런                          |
| 3 | 4타점 | 유승안 | MBC  | 1982. 03. 27 (한국 프로 야구 최초 경기) | 서울 | 삼성    | 황규봉      | 7 - 11     | 7회 3점 홈런                            |
| 4 | 5타점 | 이종도 | MBC  | 1982. 03. 27 (한국 프로 야구 최초 경기) | 서울 | 삼성    | 이선희      | 7 - 11     | 4회 1타점, 10회 만루 홈런               |
| 5 | 6타점 | 오대석 | 삼성 | 1982. 06. 12                            | 부산 | 삼미    |             | 20 - 1     | [ 11 ] [ 14 ]                           |
| 6 | 7타점 | 김봉연 | 해태 | 1983. 06. 20                            | 대구 | 삼성    |             | 18 - 11 승 | 4타수 3안타 (3점 홈런 2)                |
| 7 | 8타점 | 정경배 | 삼성 | 1997. 05. 04                            | 대구 | LG      |             | 5 - 27     | ,                                       |
| 7 | 8타점 | 제러드 | 두산 | 2024.07.31                              | 광주 | KIA     |             | 30-6       | 6타수 5안타 2홈런 8타점 5득점           |
| 8 | 9타점 | 박석민 | 삼성 | 2015. 09. 20                            | 사직 | 롯데    | 5회, 김성배 | 17-13      | 4타수 3홈런 (1회 2런, 3회 3점, 5회 4점) |

## 한 이닝 기록

### 한 이닝 팀 최다 타점 기록 추이
| 기록   | 팀 | 날짜         | 구장 | 상대팀 | 상대 투수              | 경기 결과 | 주석 및 기타                              |
| 11타점 | OB | 1987. 05. 21 | 잠실 | MBC    | 이선희, 김태원, 이길환 | 6 - 11    | 3회말, 16타자가 7안타 6사사구 11득점 기록 |

### 한 이닝 개인 최다 타점 기록 추이
| # | 기록  | 선수   | 소속 | 날짜         | 구장 | 상대팀   | 내용                                   | 경기 결과    | 주석 및 기타 |
| 2 | 5타점 | 정구선 | 롯데 | 1988. 09. 04 | 사직 | OB(DH-1) | 3회말:장호연 1점 홈런 /윤석환 4점 홈런 | 5-13 롯데 승 | [ 16 ]       |
|   | 7타점 | 이용규 | KIA  | 2010. 07. 29 | 사직 | 롯데     | 3회초:이재곤 3점 홈런 /이정민 4점 홈런 | 12-5 KIA 승  | [ 17 ]       |

## 개인 연속 경기 타점 기록 추이
| 기록   | 선수   | 소속 팀 | 기간               | 총타점 | 주석 및 기타 |
| 11경기 | 장종훈 | 한화    | 1991. 7. 21 - 8. 6 |        |              |